# Бисонкур
Бисонкур (фр. Buissoncourt) насеље је и општина у североисточној Француској у региону Лорена, у департману Мерт и Мозел која припада префектури Нанси.
По подацима из 2011. године у општини је живело 269 становника, а густина насељености је износила 38,93 становника/km². Општина се простире на површини од 6,91 km². Налази се на средњој надморској висини од 210 метара (максималној 258 m, а минималној 210 m).

## Демографија
| 1962. | 1968. | 1975. | 1982. | 1990. | 1999. | 2011. |
| ----- | ----- | ----- | ----- | ----- | ----- | ----- |
| 146   | 155   | 142   | 197   | 202   | 191   | 269   |

График промене броја становника у току последњих година